# Sarajevska škola pop rocka
Sarajevska škola pop rocka je naziv za popularnu glazbu nastalu između 1960. i 1991. godine, a koju su stvarali sarajevski glazbenici i sastavi. 

## Povijest
Glazba nastala u ovom razdoblju pomogla je Sarajevu u stvaranju posebnog identiteta, zbog koje je Sarajevo postalo centar jugoslavenskog rock'n'rolla. Regionalni utjecaj ovog pravca je bio iznimno velik, stoga je značajno oblikovao popularnu glazbu bivših jugoslavenskih republika sve do danas. Početak jugoslavenskih ratova i opsade Sarajeva se uglavnom uzimaju kao kraj ove ere.
Korijeni pravca naziru se u 1960-ima, kada se formiraju vokalno-instrumentalni sastavi poput Indexa, Pauka, Eho 61, Plavi dijamanti i Lutalice. Iz njih će postupno niknuti nekoliko najznačajnijih, poput Indexa, Bijelog Dugmeta, i solo pjevača (vjerojatno najistaknutiji među njima je Zdravko Čolić) - koji će biti kreatori i nosioci sarajevske pop rock scene.
U 1970-ima sarajevska scena je porasla, još uvijek sadržavajući iste središnje figure. Sastavi poput Bijelog dugmeta, na koje su veoma utjecali progresivni i klasični rock sastavi, kao što su Deep Purple i Led Zeppelin, uskoro postaju tinejdžerski idoli posvuda u zemlji. Zahvaljujući navedenim sastavima, sarajevska pop rock scena sve više skreće pažnju drugih, do tada vodećih centara Beograda, Zagreba, Lubljane i Novog Sada. 
Za razliku od drugih mjesta, pravac nije usporio eksplozijom punk rocka krajem 1970-ih. Stariji sastavi su mijenjali svoj stil, istražujući pop i folk, dok su se mlađe generacije glazbenika vješto uklopile u pokret pod utjecajem punka i novog vala.
Značajni sastavi kasnijeg perioda, posebice[1980-ih uključuju Merlin, Plavi orkestar, Vatreni poljubac, Divlje jagode, Zabranjeno pušenje, Crno vino i Crvenu jabuku. Tada Sarajevska škola doživljava i svoj vrhunac, no skori početak rata označio je i kraj ovog glazbene ere.
Ipak, sarajevska pop rock ostat će zabilježena u glazbenim analima, upravo zahvaljujući svojim najboljim "zlatnim predstavnicima", koji su svojim pjesmama u protekla tri desetljeća izražavali jedinstven sarajevski duh.